# Guy Henry
Guy Henry, född 17 oktober 1960 i London, England, är en brittisk skådespelare. Henry är känd bland annat som teaterskådespelare, men även för sina filmroller såsom Henrik Hanssen Holby City, Pius Thicknesse i Harry Potter och dödsrelikerna – Del 1 och Del 2, Gaius Cassius Longinus i Rome samt Grand Moff Tarkin in Rogue One: A Star Wars Story. 

## Filmografi (i urval)
- Ett annat land (1984)
- England, My England (1995)
- 2001 – Män i vapen (miniserie)
- Bright Young Things (2003)
- EMR (2004)
- The Trial of the King Killers (2005)
- V for Vendetta (2005)
- Starter for 10 (2006)
- Filth and Wisdom (2008)
- Good (2008)
- Lost in Austen (2008, TV-serie)
- Creation (2009)
- Harry Potter och dödsrelikerna – Del 1 (2010)
- Harry Potter och dödsrelikerna – Del 2 (2011)
- Retribution (2016)
- Rogue One: A Star Wars Story (2016)
- 2025 – Lockerbie: A Search for Truth (TV-serie)